# Serica setigera
Serica setigera är en skalbaggsart som beskrevs av Brenske 1894. Serica setigera ingår i släktet Serica och familjen Melolonthidae. Inga underarter finns listade i Catalogue of Life.